# Tschammerpokal 1939
In 1939 vond de vijfde editie van de Tschammerpokal plaats, de voorloper van de huidige DFB-Pokal.
Er namen 4628 clubs deel. Deze keer namen de teams uit Ostmark van bij de start deel, net als teams uit het in 1938 geannexeerde Sudetenland. Door het uitbreken van de Tweede Wereldoorlog liepen veel wedstrijden vertraging op en werd de finale pas in april 1940 gespeeld. Bij een gelijkspel na verlengingen werd een replay gespeeld.
1. FC Nürnberg won de finale en haalde zo voor de tweede keer de beker binnen.

## Eindronde

### Eerste ronde
De eerste ronde werd gespeeld van 20 augustus tot 5 november 1939.
| Thuisploeg                  | Uitploeg                     | Uitslag  |
| --------------------------- | ---------------------------- | -------- |
| SC Union 06 Oberschöneweide | SpVgg Blau-Weiß 1890 Berlin  | 1:2      |
| PSV Danzig                  | Viktoria Stolp               | 2:3      |
| NSTG Warnsdorf              | FC Sportfreunde Leipzig      | 2:3      |
| 1. SC Göttingen 05          | 1. SV Jena                   | 4:3      |
| BSG Neumeyer Nürnberg       | CSC 03 Kassel                | 7:3      |
| VfL Halle 1896              | Dresdner SC                  | 0:3      |
| FC Thüringen Weida          | Berliner SV 92               | 1:2      |
| SV Klettendorf              | Minerva 93 Berlin            | 3:0      |
| VfL Köln 1899               | VfR Wormatia Worms           | 9:0      |
| Eimsbütteler TV             | Borussia Dortmund            | 2:3      |
| 1. FC Schweinfurt 05        | SC Wacker Wien               | 2:3 n.V. |
| SpVgg Cannstatt             | VfB Mühlburg                 | 1:1 n.V. |
| SV Hamborn 07               | Hamburger SV                 | 1:3      |
| Blumenthaler SV             | SV Polizei Hamburg           | 3:4 n.V. |
| VfR Mannheim                | Westende Hamborn             | 2:3 n.V. |
| SV Kurhessen Kassel         | SpVgg Sülz 07                | 0:5      |
| First Vienna FC 1894        | BC Hartha                    | 2:3 n.V. |
| Borussia Neunkirchen        | VfL Benrath                  | 4:1      |
| FC Singen 04                | 1. FC Nürnberg               | 1:3      |
| Karlsruher FC Phönix        | Stuttgarter Kickers          | 3:5      |
| Leipziger SV 1899           | Vorwärts-Rasensport Gleiwitz | 1:2      |
| Hertha BSC                  | Planitzer SC                 | 6:2      |
| Vorwärts Billstedt          | Fortuna Düsseldorf           | 1:3      |
| FSV Frankfurt               | Mülheimer SV 06              | 5:3      |
| SV Dessau 05                | Tennis Borussia Berlin       | 1:2      |
| Konkordia Plauen            | SC Victoria Hamburg          | 5:3      |
| SK Admira Wien              | SV Waldhof Mannheim          | 0:1      |
| SV Beuel 06                 | Eintracht Frankfurt          | 0:5      |
| VfB 03 Bielefeld            | VfL Osnabrück                | 1:3      |
| VfB Alsum                   | FC Schalke 04                | 0:13     |
| VfB Coburg                  | SK Rapid Wien                | 1:6      |
| SpVgg Masovia Lyck          | MSV Tilsit                   | Forfait  |
| Replay                      |                              |          |
| VfB Mühlburg                | SpVgg Cannstatt              | 2:0      |

De wedstrijd tussen Lyck en Tilsit ging om oorlogsredenen niet door, beide clubs trokken zich terug.

### Tweede ronde
De tweede ronde werd gespeeld van 19 november tot 3 december 1939.
| Thuisploeg                   | Uitploeg            | Uitslag  |
| ---------------------------- | ------------------- | -------- |
| Viktoria Stolp               | Blau-Weiß 90 Berlin | 1:3      |
| FC Sportfreunde Leipzig      | 1. SC Göttingen 05  | 3:1      |
| Dresdner SC                  | Neumeyer Nürnberg   | 1:2      |
| Berliner SV 92               | SV Klettendorf      | 6:1      |
| Borussia Dortmund            | VfL 99 Köln         | 1:6      |
| SC Wacker Wien               | VfB Mühlburg        | 4:2      |
| Hamburger SV                 | SV Polizei Hamburg  | 11:2     |
| SpVgg Sülz 07                | Westende Hamborn    | 1:2 n.V. |
| Borussia Neunkirchen         | BC Hartha           | 1:2 n.V. |
| 1. FC Nürnberg               | Stuttgarter Kickers | 2:1      |
| Vorwärts-Rasensport Gleiwitz | Hertha BSC          | 5:2      |
| Fortuna Düsseldorf           | FSV Frankfurt       | 4:0      |
| Tennis Borussia Berlin       | Konkordia Plauen    | 4:1      |
| Eintracht Frankfurt          | SV Waldhof Mannheim | 0:1 n.V. |
| VfL Osnabrück                | FC Schalke 04       | 3:2      |

SK Rapid Wien had een bye.

### 1/8ste finale
De 1/8ste finale werd gespeeld op 10 december 1939.
| Thuisploeg          | Uitploeg                     | Uitslag |
| ------------------- | ---------------------------- | ------- |
| Blau-Weiß 90 Berlin | FC Sportfreunde Leipzig      | 9:2     |
| Neumeyer Nürnberg   | Berliner SV 92               | 2:1     |
| VfL 99 Köln         | SC Wacker Wien               | 1:3     |
| Hamburger SV        | Westende Hamborn             | 2:0     |
| BC Hartha           | 1. FC Nürnberg               | 0:1     |
| SK Rapid Wien       | Vorwärts-Rasensport Gleiwitz | 6:1     |
| Fortuna Düsseldorf  | Tennis Borussia Berlin       | 8:1     |
| SV Waldhof Mannheim | VfL Osnabrück                | 4:0     |

### Kwartfinale
De kwartfinale werd gespeeld op 7 januari 1940.
| Thuisploeg          | Uitploeg           | Uitslag |
| ------------------- | ------------------ | ------- |
| Blau-Weiß 90 Berlin | Rapid Wien         | 1:7     |
| Waldhof Mannheim    | Hamburger SV       | 6:2     |
| 1. FC Nürnberg      | Fortuna Düsseldorf | 3:1     |
| Wacker Wien         | Neumayer Nürnberg  | 7:4     |

### Halve finale
De halve finale werd gespeeld op 31 maart 1940, de replays op 7 en 14 april 1940.
| Thuisploeg       | Uitploeg         | Uitslag  |
| ---------------- | ---------------- | -------- |
| Rapid Wien       | 1. FC Nürnberg   | 0:1      |
| Waldhof Mannheim | Wacker Wien      | 1:1 n.V. |
| Replay           |                  |          |
| Wacker Wien      | Waldhof Mannheim | 2:2 n.V. |
| Waldhof Mannheim | Wacker Wien      | 0:0 n.V. |

Waldhof won uiteindelijk na kop of munt.

### Finale
De wedstrijd werd op 28 april 1940 voor 60.000 toeschouwers gespeeld.
| Thuisploeg     |   | Uitploeg            | Uitslag   | Stad, Stadion           |
| -------------- | - | ------------------- | --------- | ----------------------- |
| 1. FC Nürnberg | – | SV Waldhof Mannheim | 2:0 (1:0) | Berlijn, Olympiastadion |

Tschammerpokal:
1935 · 
1936 · 
1937 · 
1938 · 
1939 ·
1940 · 
1941 · 
1942 · 
1943 

DFB-Pokal:
1952/53 · 
1953/54 · 
1954/55 · 
1955/56 · 
1956/57 · 
1957/58 · 
1958/59 · 
1959/60 · 
1960/61 · 
1961/62 · 
1962/63 · 
1963/64 · 
1964/65 · 
1965/66 · 
1966/67 · 
1967/68 · 
1968/69 · 
1969/70 · 
1970/71 · 
1971/72 · 
1972/73 · 
1973/74 · 
1974/75 · 
1975/76 · 
1976/77 · 
1977/78 · 
1978/79 · 
1979/80 · 
1980/81 · 
1981/82 · 
1982/83 · 
1983/84 · 
1984/85 · 
1985/86 · 
1986/87 · 
1987/88 · 
1988/89 · 
1989/90 · 
1990/91 · 
1991/92 · 
1992/93 ·
1993/94 · 
1994/95 · 
1995/96 · 
1996/97 · 
1997/98 · 
1998/99 · 
1999/00 · 
2000/01 · 
2001/02 ·
2002/03 · 
2003/04 ·
2004/05 · 
2005/06 ·
2006/07 · 
2007/08 ·
2008/09 ·
2009/10 · 
2010/11 ·
2011/12 ·
2012/13 ·
2013/14 ·
2014/15 ·
2015/16 ·
2016/17 ·
2017/18 ·
2018/19 ·
2019/20 ·
2020/21 .
2021/22 ·
2022/23 ·
2023/24 .
2024/25